# Sutphin Boulevard
Sutphin Boulevard – stacja metra nowojorskiego, na linii F. Znajduje się w dzielnicy Queens, w Nowym Jorku i zlokalizowana jest pomiędzy stacjami Parsons Boulevard i Briarwood – Van Wyck Boulevard. Została otwarta 24 kwietnia 1937.